# Kropîvînți, Romnî
Kropîvînți (în ucraineană Кропивинці) este un sat în comuna Dovhopolivka din raionul Romnî, regiunea Sumî, Ucraina.

## Demografie
Componența lingvistică a localității Kropîvînți
     Ucraineană (100%)
Conform recensământului din 2001, toată populația localității Kropîvînți era vorbitoare de ucraineană (100%).